# Karlsbader Programm
Das Karlsbader Programm der Sudetendeutschen Partei wurde am 24. April 1938 auf einem Kongress in Karlsbad verabschiedet. Es enthielt Forderungen an die Regierung der  ersten Tschechoslowakischen Republik nach umfassender Selbstverwaltung. In der Sudetenkrise 1938 gab Staatspräsident Edvard Beneš den Forderungen nach.

## Hintergrund
Nach dem Ersten Weltkrieg bzw. dem Ende der Österreichisch-Ungarischen Monarchie entstand auf dem Gebiet der heutigen Staaten Tschechien und Slowakei der demokratisch verfasste Staat Tschechoslowakische Republik. Zum Staatsgebiet gehörte das Sudetenland mit überwiegend deutschsprachiger Bevölkerung, die innerhalb des Gesamtstaats jedoch eine Minderheit darstellte. Diese deutschsprachige Minderheit wurde innerhalb der Republik durch Parteien fast des gesamten politischen Spektrums vertreten, wenige (z. B. die DSAP oder die SdP) vertraten die Minderheit auch parlamentarisch. Die Sudetendeutsche Partei (entstanden 1918 als Deutsche Nationalsozialistische Arbeiterpartei dann ab 1933 auch „Sudetendeutsche Heimatfront“ und erst 1935 unter diesem Namen) vertrat dabei deutschnationale Positionen, die sich immer mehr an die des nationalsozialistischen Deutschlands annäherten.
Adolf Hitlers Expansionspolitik sah eine Ausweitung des deutschen Territoriums auch auf das Gebiet der Tschechoslowakischen Republik vor; im Hinblick darauf zielte er auf ihre Destabilisierung. Weit über traditionelle Revisionsforderungen hinausgehend, strebte Hitler, wie es in der Hoßbach-Niederschrift von einem Treffen Hitlers mit Werner von Fritsch, Konstantin von Neurath und Werner von Blomberg am 5. November 1937 heißt, „die Zerschlagung der Tschechoslowakei «zur Lösung der Raumnot» an“.

## Das Programm
Am 28. März 1938 beauftragte Hitler den Vorsitzenden der SdP, Konrad Henlein, in Berlin mit der Ausarbeitung von Forderungen an die zu diesem Zeitpunkt noch staatlich selbstständige Tschechoslowakische Republik. Henlein erarbeitete daraufhin ein Acht-Punkte-Programm, das er am 24. April 1938 in Karlsbad vorstellte.
Henlein forderte im Namen der Sudetendeutschen Partei u. a. die volle Gleichberechtigung der deutschen Minderheit als Volksgruppe, die Feststellung und Anerkennung eines deutschen Siedlungsgebiets innerhalb der Tschechoslowakei, den Aufbau einer deutschen Selbstverwaltung mit ausschließlich deutschen Beamten, die Wiedergutmachung der ab 1918 erlittenen wirtschaftlichen Schäden der deutschsprachigen Bewohner und endlich die „volle Freiheit des Bekenntnisses zum deutschen Volkstum und zur deutschen Weltanschauung“.

## Die Folgen
Im Anschluss an die Ablehnung des Programms, das langfristig die Zerschlagung der ČSR zum Ziel hatte, unterzeichneten die „westlichen Garantiemächte“ im Münchner Abkommen am 29. September 1938 ohne Beteiligung der Tschechoslowakischen Republik die sofortige Abtretung des Sudetenlands an Deutschland. Die tschechoslowakische Regierung lehnte auch diese Forderungen ab. Eine Woche nach der Konferenz begann der Einmarsch in das Sudetenland. Am 15. März 1939, dem Tag der Gründung des Satellitenstaates der Ersten Slowakischen Republik unter dem Hitlerverbündeten Jozef Tiso, fielen deutsche Truppen in die „Rest-Tschechei“ (das spätere „Protektorat Böhmen und Mähren“) ein.

## Textausgabe
- Mirek Němec (Bearb.): Karlsbader Programm Henleins. In: Herder-Institut (Hrsg.): Dokumente und Materialien zur ostmitteleuropäischen Geschichte. Themenmodul „Erste Tschechoslowakische Republik“. Auch abgedruckt in: Akten zur deutschen auswärtigen Politik. Serie D (1937–1945), Bd. 2: Deutschland und die Tschechoslowakei 1937–1938, S. 192.